# Valeriu Zgonea
Valeriu Ștefan Zgonea (ur. 3 września 1967 w Krajowie) – rumuński polityk i inżynier, parlamentarzysta, w latach 2012–2016 przewodniczący Izby Deputowanych.

## Życiorys
W 1993 ukończył Institutul Naţional de Construcții București, specjalizując się w infrastrukturze kolejowej. W latach 1985–2000 pracował w rumuńskich przedsiębiorstwach branży kolejowej, od 1994 jako inżynier w Căile Ferate Române.
W 1996 wstąpił do Partii Socjaldemokracji w Rumunii (w 2001 przekształconej w Partię Socjaldemokratyczną). W latach 1999–2000 był wiceprzewodniczącym jej organizacji młodzieżowej. W 2000 po raz pierwszy wybrany na posła do Izby Deputowanych. Z powodzeniem ubiegał się o reelekcję w wyborach w 2004, 2008 i 2012, zasiadając w niej do 2016. Był wiceprzewodniczącym (2004–2008) oraz przewodniczącym (2012) frakcji poselskiej PSD. Od 2010 do 2012 pełnił funkcję wiceprzewodniczącego Izby Deputowanych, a w latach 2010–2013 był wiceprzewodniczącym Partii Socjaldemokratycznej.
W lipcu 2012, po odwołaniu Roberty Anastase, został nowym przewodniczącym Izby Deputowanych. Ponownie wybrany na to stanowisko w grudniu tego samego roku po wyborach parlamentarnych. W kwietniu 2016 publicznie domagał się rezygnacji lidera PSD Liviu Dragnei, skazanego za oszustwa wyborcze. W konsekwencji sam został w tym samym miesiącu wykluczony z partii, a w czerwcu tegoż roku odwołany z funkcji przewodniczącego Izby Deputowanych (zastąpił go Florin Iordache). W 2023 objął stanowisko prezesa ANCOM, urzędu regulującego rynek łączności.
Valeriu Zgonea jest żonaty, ma jedno dziecko.